# Royal Borough of Kensington and Chelsea

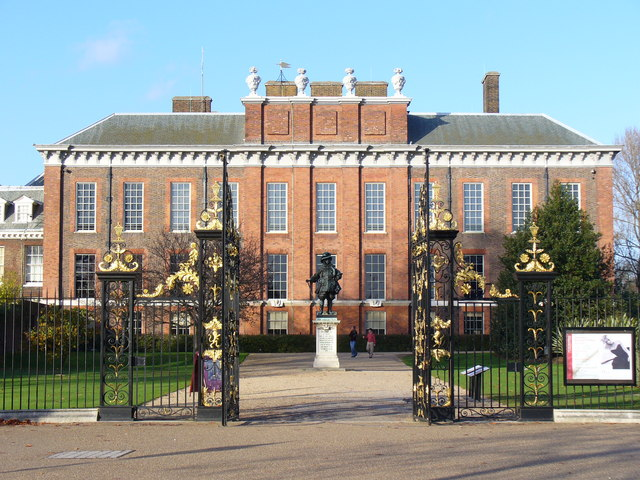
Pałac Kensington

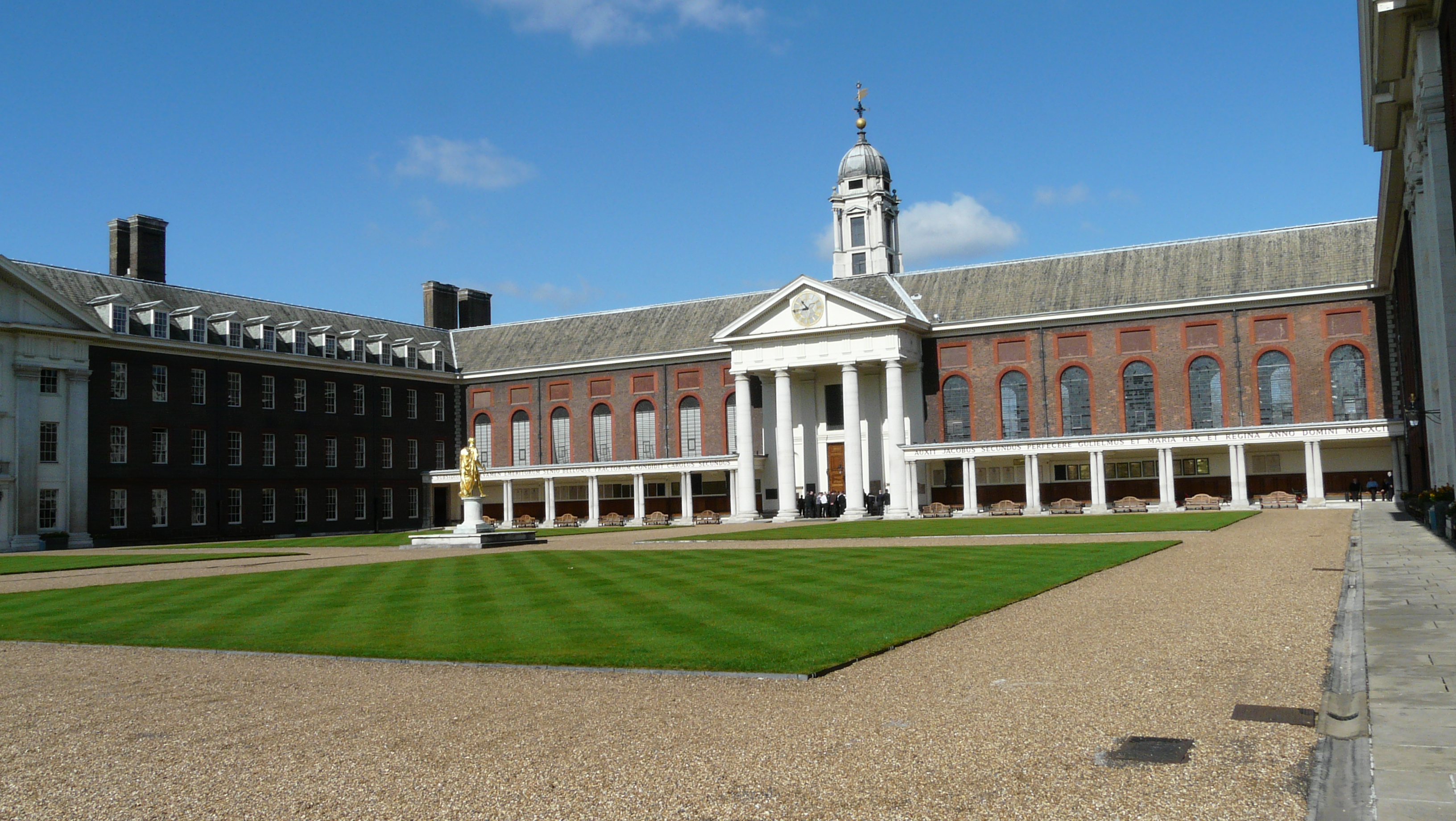
Royal Hospital Chelsea

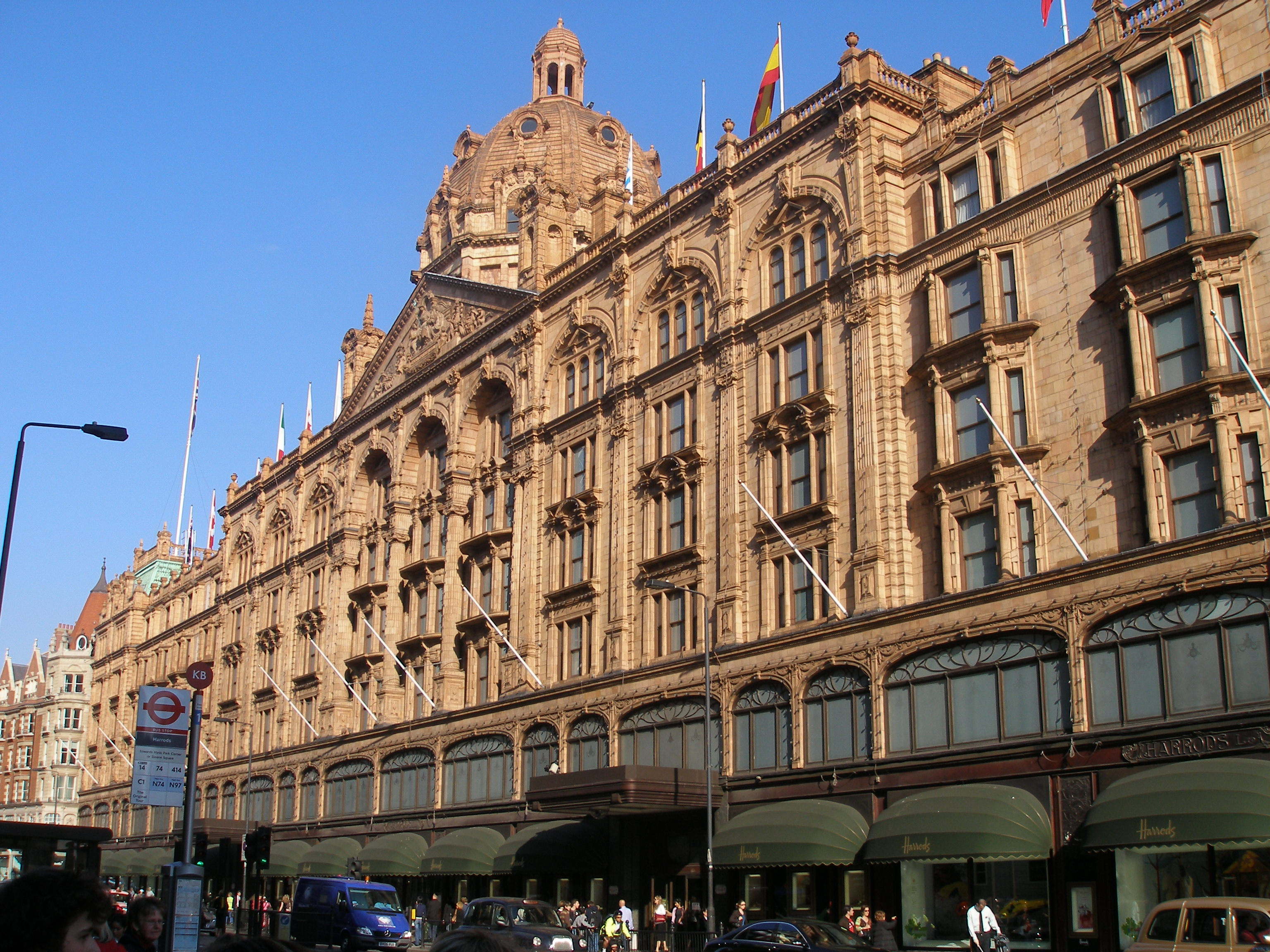
Harrods

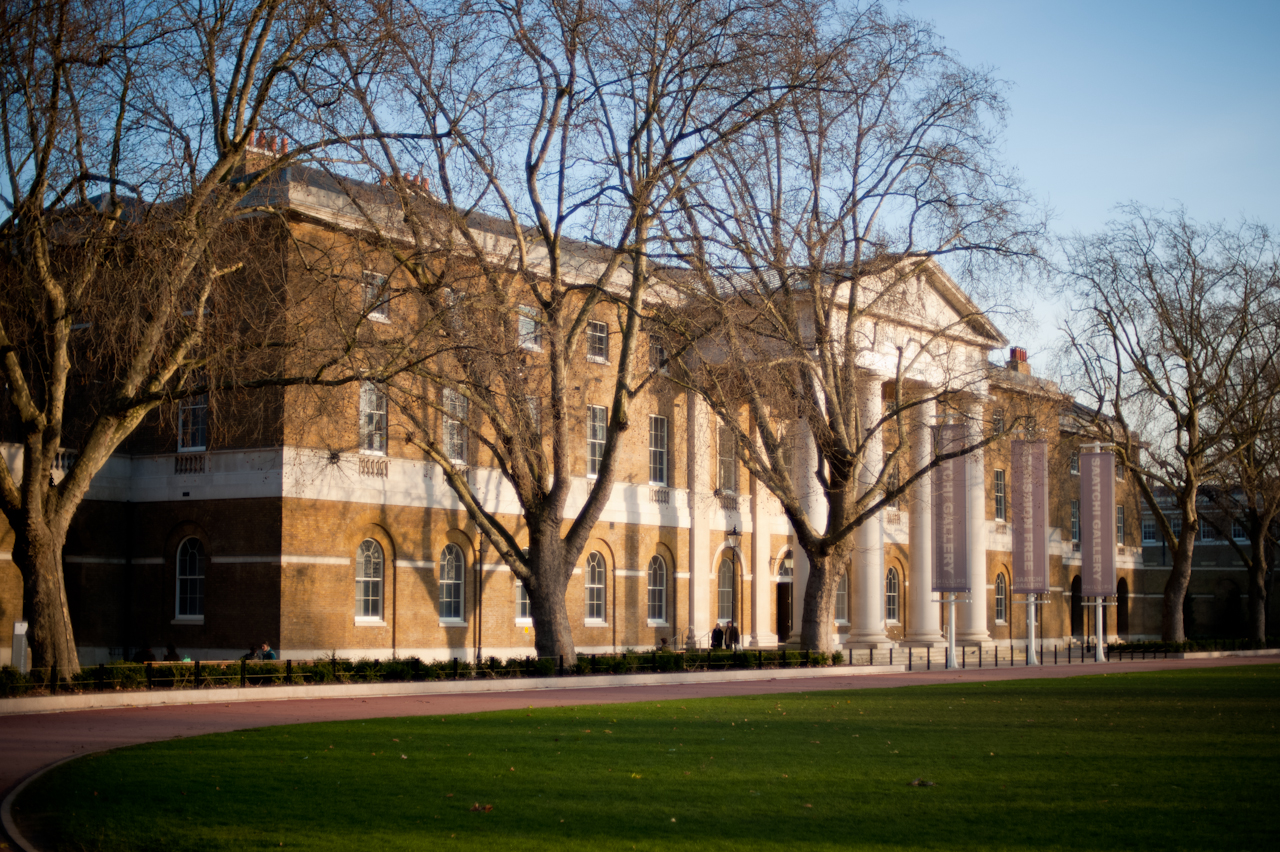
Saatchi Gallery

Royal Borough of Kensington and Chelsea (w skrócie RBKC) – jedna z 32 gmin Wielkiego Londynu położona w jego zachodniej części. Wraz z 11 innymi gminami wchodzi w skład tzw. Londynu Wewnętrznego. Władzę stanowi Rada Gminy Kensington and Chelsea (ang. Kensington and Chelsea London Borough Council).

## Historia
Gminę utworzono w 1965 na podstawie ustawy London Government Act 1963 ze stołecznych gmin Chelsea (ang. Metropolitan Borough of Chelsea) oraz Kensington (ang. Metropolitan Borough of Kensington), które utworzono w 1900 roku w ramach podziału hrabstwa Londyn (ang. County of London) na 28 gmin. Odziedziczyła ona po Kensington status królewskiej (ang. Royal Borough). Dzielnica ta powszechnie uważana jest za najdroższą w Londynie oraz całej Anglii.

## Geografia
Gmina Kensington and Chelsea ma powierzchnię 12,13 km², graniczy od wschodu z Westminster, od zachodu z Hammersmith and Fulham, od północy z Brent, zaś od południa przez Tamizę z Wandsworth.
W skład gminy Kensington and Chelsea wchodzą następujące obszary:
| - Albertopolis - Belgravia (częściowo leży w Westminster) - Brompton - Chelsea - Earl’s Court - Holland Park - Kensal Green (częściowo leży w Brent) - Kensington | - Knightsbridge (częściowo leży w Westminster) - Ladbroke Grove - North Kensington - Notting Hill - South Kensington - West Brompton - West Kensington (częściowo leży w Hammersmith and Fulham) - World’s End |

Gmina dzieli się na 18 okręgów wyborczych które nie pokrywają się dokładnie z podziałem na obszary, zaś mieszczą się w 2 rejonach tzw. borough constituencies - Kensington i Chelsea and Fulham.
| - Abingdon (Kensington) - Brompton (Kensington) - Campden (Kensington) - Colville (Kensington) - Courtfield (Kensington) - Cremorne (Chelsea and Fulham) - Earl’s Court (Kensington) - Golborne (Kensington) - Hans Town (Chelsea and Fulham) | - Holland (Kensington) - Norland (Kensington) - Notting Barns (Kensington) - Pembridge (Kensington) - Queen’s Gate (Kensington) - Redclife (Chelsea and Fulham) - Royal Hospital (Chelsea and Fulham) - Saint Charles (Kensington) - Stanley (Chelsea and Fulham) |

## Demografia
W 2011 roku gmina Kensington and Chelsea miała 158 649 mieszkańców.
Podział mieszkańców według grup etnicznych na podstawie spisu powszechnego z 2011 roku:
| - Biali Brytyjczycy: 62 271 (39,3%) - Biali Irlandczycy: 3 715 (2,3%) - Irish Travellers: 119 (0,1%) - Pozostali biali: 45 912 (28,9%) - Mieszani Karaibowie: 1 695 (1,1%) - Mieszani Afrykanie: 1 148 (0,7%) - Mieszani Azjaci: 3 021 (1,9%) - Pozostali mieszani: 3 122 (2,2%) - Hindusi: 2 577 (1,6%) | - Pakistańczycy: 911 (0,6%) - Banglijczycy: 836 (0,5%) - Chińczycy: 3 968 (2,5%) - Pozostali Azjaci: 7 569 (4,8%) - Czarni Afrykanie: 5 536 (3,5%) - Czarni Karaibowie: 3 257 (2,1%) - Pozostali czarni: 1 540 (1,0%) - Arabowie: 6 455 (4,1%) - Pozostałe grupy etniczne: 464 (3,1%) |

Podział mieszkańców według wyznania na podstawie spisu powszechnego z 2011 roku:
- Chrześcijaństwo – 54,2%
- Islam – 10,0%
- Hinduizm – 0,9%
- Judaizm – 2,1%
- Buddyzm – 1,5%
- Sikhizm – 0,2%
- Pozostałe religie – 0,5%
- Bez religii – 20,6%
- Nie podana religia – 10,1%

Podział mieszkańców według miejsca urodzenia na podstawie spisu powszechnego z 2011 roku:
| - Wielka Brytania (76 738 – 48,37%) - Stany Zjednoczone (7 896 – 4,98%) - Francja (6 659 – 4,20%) - Włochy (4 322 – 2,72%) - Irlandia (2 757 – 1,74%) - Hiszpania (2 690 – 1,70%) - Niemcy (2 666 – 1,68%) - Australia (2 618 – 1,65%) - Filipiny (2 532 – 1,60%) - Iran (2 229 – 1,40%) - Indie (1 521 – 0,96%) - Portugalia (1 464 – 0,92%) - Południowa Afryka (1 345 – 0,85%) - Polska (1 325 – 0,84%) | - Chiny (1 301 – 0,82%) - Turcja (869 – 0,55%) - Somalia (784 – 0,49%) - Pakistan (530 – 0,33%) - Nigeria (512 – 0,32%) - Jamajka (438 – 0,28%) - Bangladesz (428 – 0,27%) - Kenia (359 – 0,23%) - Ghana (332 – 0,21%) - Sri Lanka (335 – 0,21%) - Rumunia (307 – 0,19%) - Litwa (235 – 0,15%) - Zimbabwe (221 – 0,14%) - pozostali (35 236 – 22,21%) |

## Transport

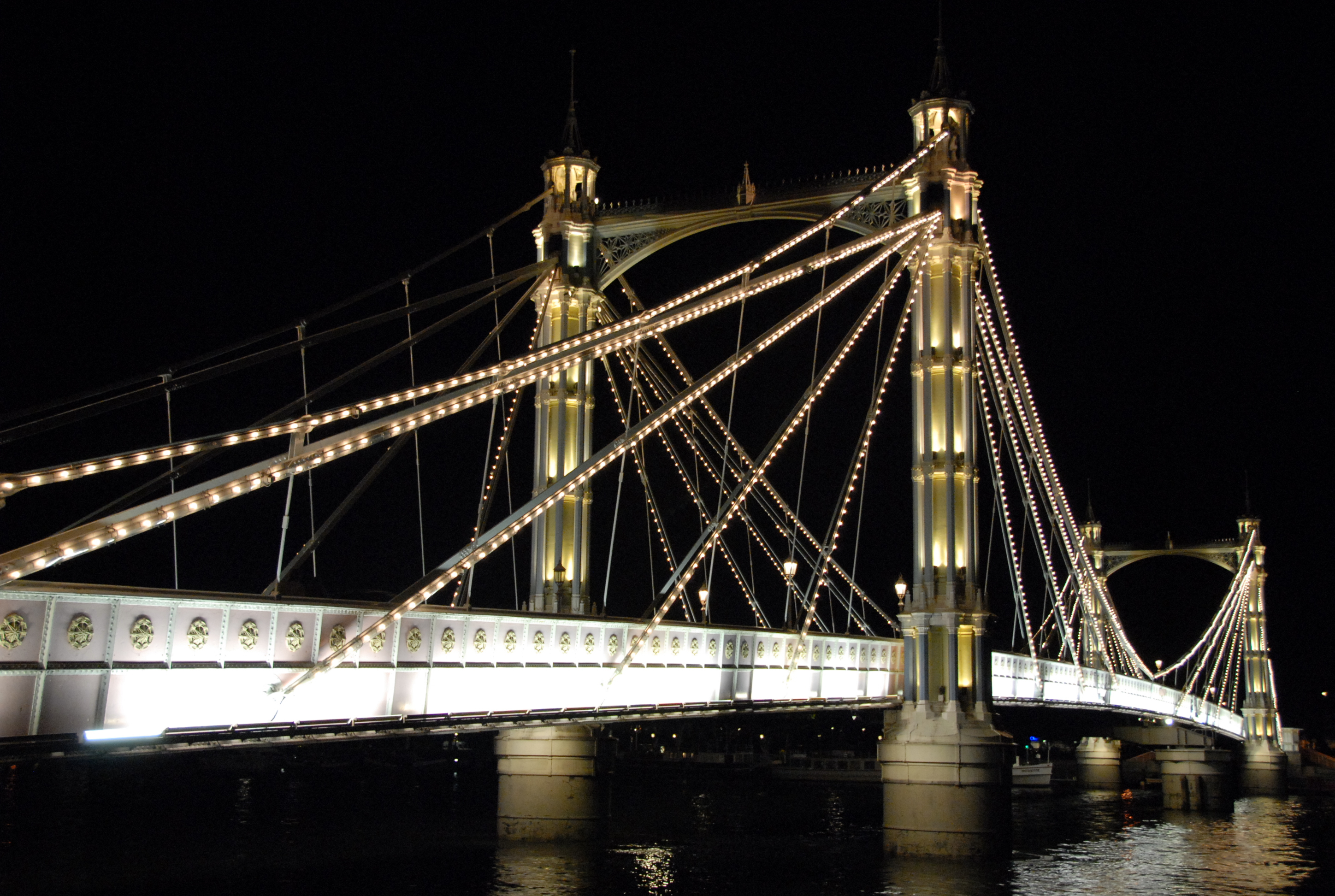
Albert Bridge

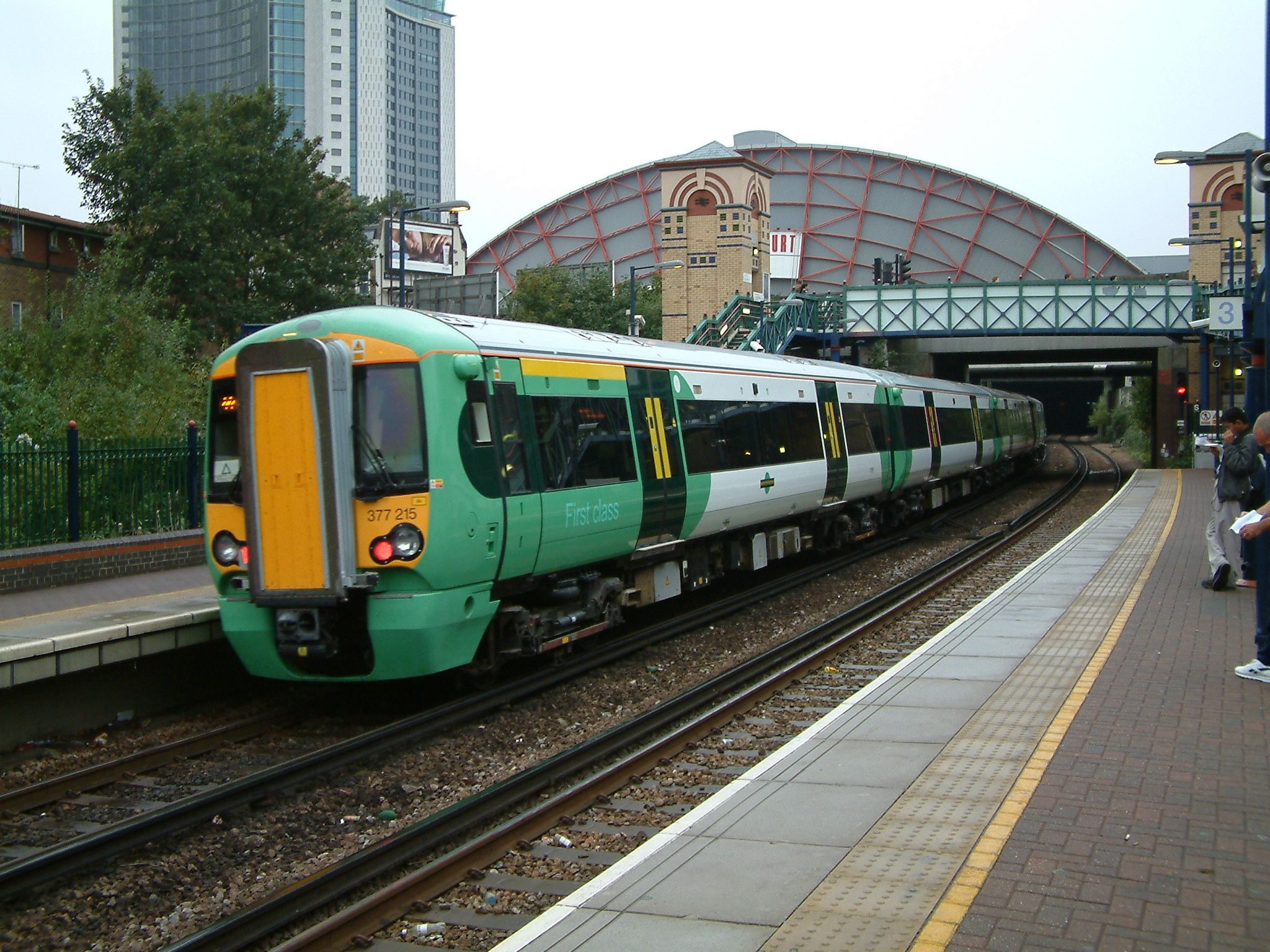
stacja West Brompton

Przez dzielnicę Kensington and Chelsea przebiega pięć linii metra: Central Line, Circle Line, District Line, Hammersmith & City Line i Piccadilly line.
Stacje metra:
- Earl’s Court – District Line i Piccadilly line
- Gloucester Road – Circle Line, District Line i Piccadilly line
- High Street Kensington – Circle Line i District Line
- Holland Park – Central Line
- Kensington (Olympia) – District Line (na granicy z Hammersmith and Fulham)
- Knightsbridge (na granicy z Westminster) – Piccadilly line
- Ladbroke Grove – Circle Line i Hammersmith & City Line
- Latimer Road – Circle Line i Hammersmith & City Line
- Notting Hill Gate – Central Line, Circle Line i District Line
- Sloane Square – Circle Line i District Line
- South Kensington – Circle Line, District Line i Piccadilly line
- West Brompton (na granicy z Hammersmith and Fulham) – District Line
- Westbourne Park (na granicy z Westminster) – Circle Line i Hammersmith & City Line

Pasażerskie połączenia kolejowe na terenie Kensington and Chelsea obsługują przewoźnicy Southern oraz London Overground
Stacje kolejowe:
- Kensington (Olympia) (na granicy z Hammersmith and Fulham)
- West Brompton (na granicy z Hammersmith and Fulham)

Stacje London Overground:
- Kensington (Olympia) (na granicy z Hammersmith and Fulham)
- West Brompton (na granicy z Hammersmith and Fulham)

Mosty:
- Albert Bridge
- Battersea Bridge
- Chelsea Bridge

## Miejsca i muzea
- Muzeum Nauki w Londynie

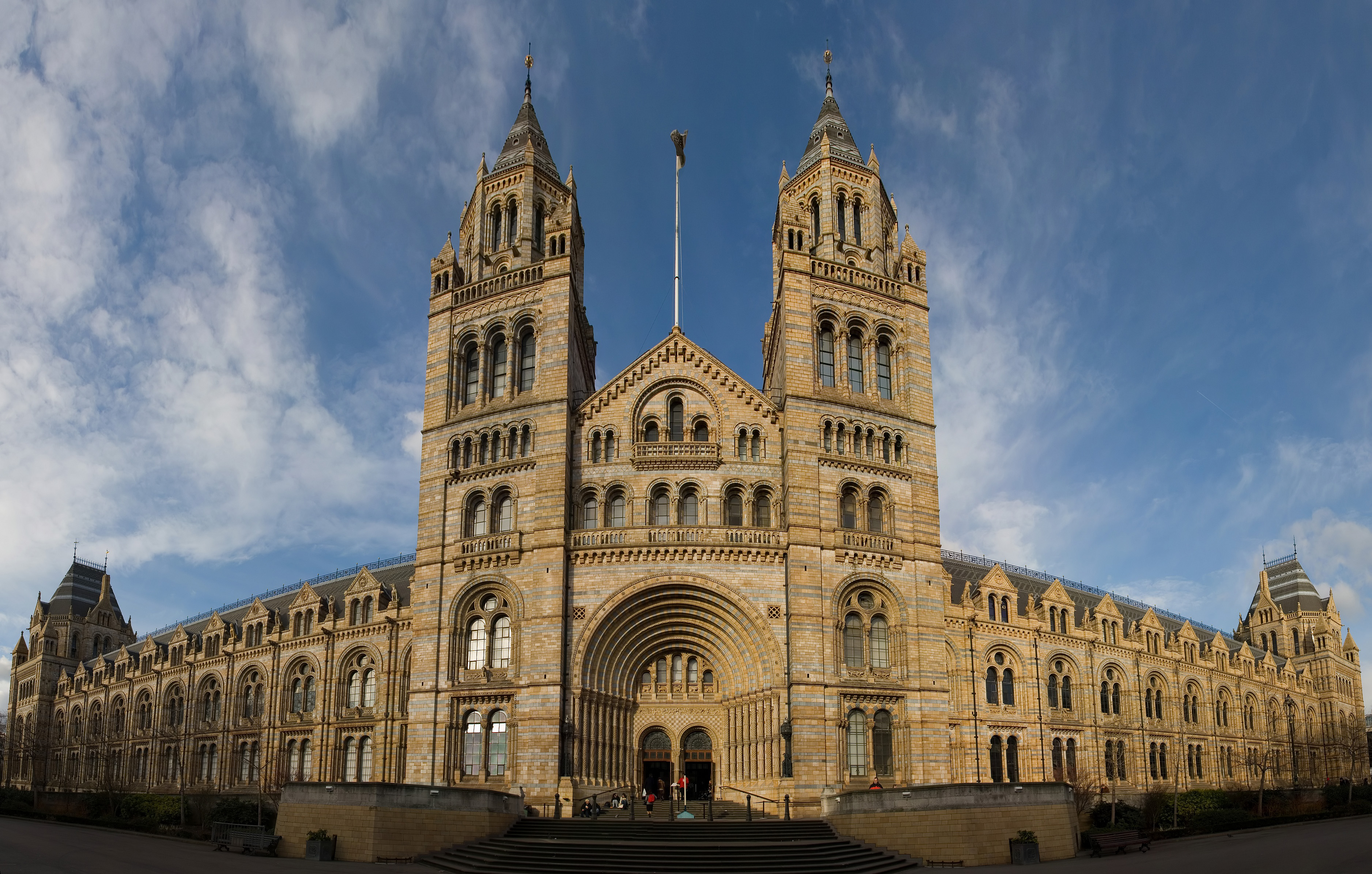
Muzeum Historii Naturalnej

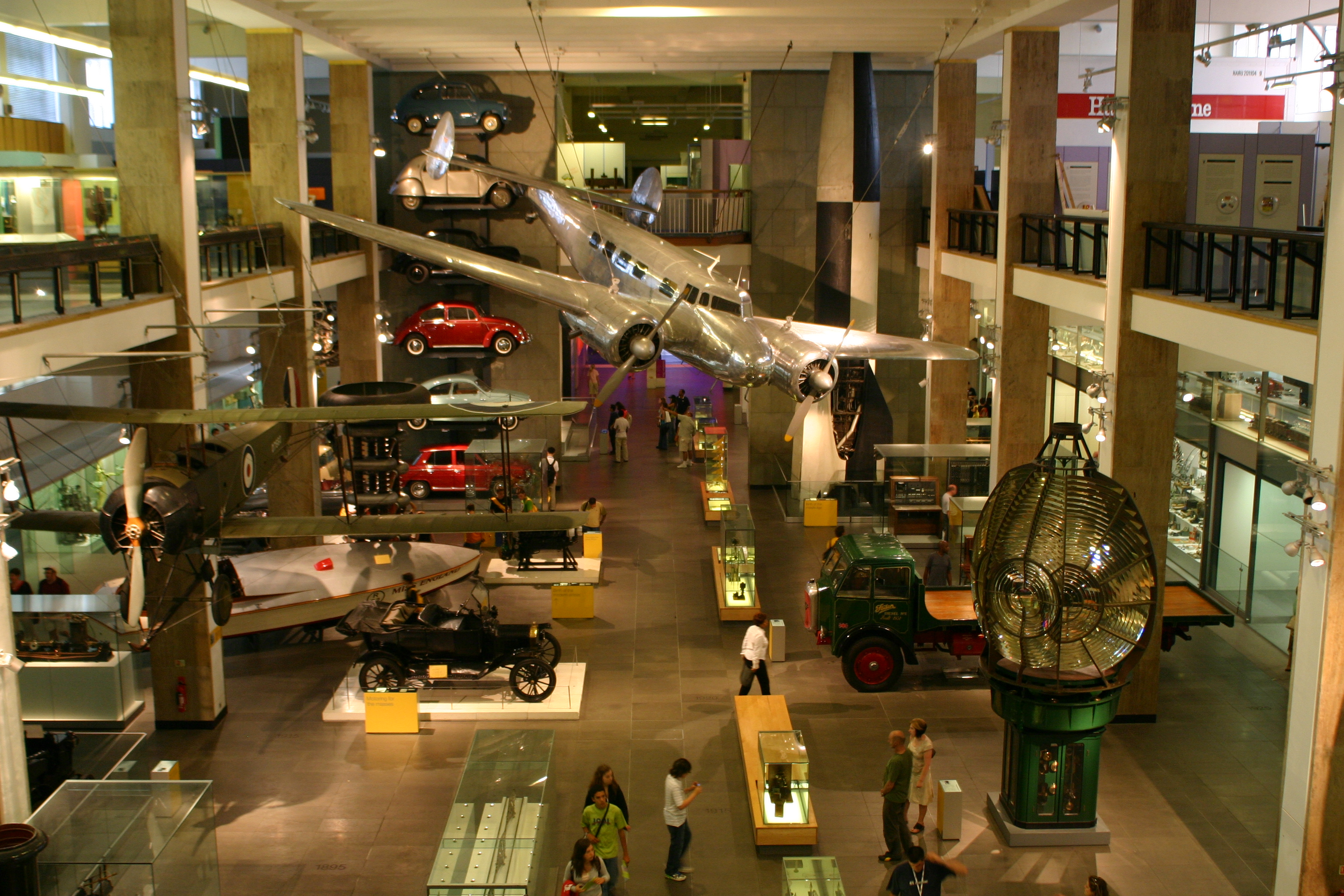
Muzeum Nauki

- Muzeum Historii Naturalnej w Londynie
- Leighton House Museum and Art Gallery[11]
- Muzeum Wiktorii i Alberta
- National Army Museum[12]
- Royal Hospital Chelsea Museum[13]
- Pałac Kensington
- Carlyle's House[14]
- Cadogan Hall[15]
- Royal Court Theatre[16]
- Museum of Brands[17]
- Finborough Theatre[18]
- Chelsea Theatre[19]
- Saatchi Gallery[20]
- Hoppen Stephanie Gallery[21]
- Andipa Gallery[22]
- Michael Hoppen Gallery[23]
- Harrods
- Earls Court Exhibition Centre - największe centrum wystawowo-konferencyjne w centralnym Londynie[24]
- Portobello Road Market – targ uliczny na Portobello Road[25]

## Letnie Igrzyska Olimpijskie 2012

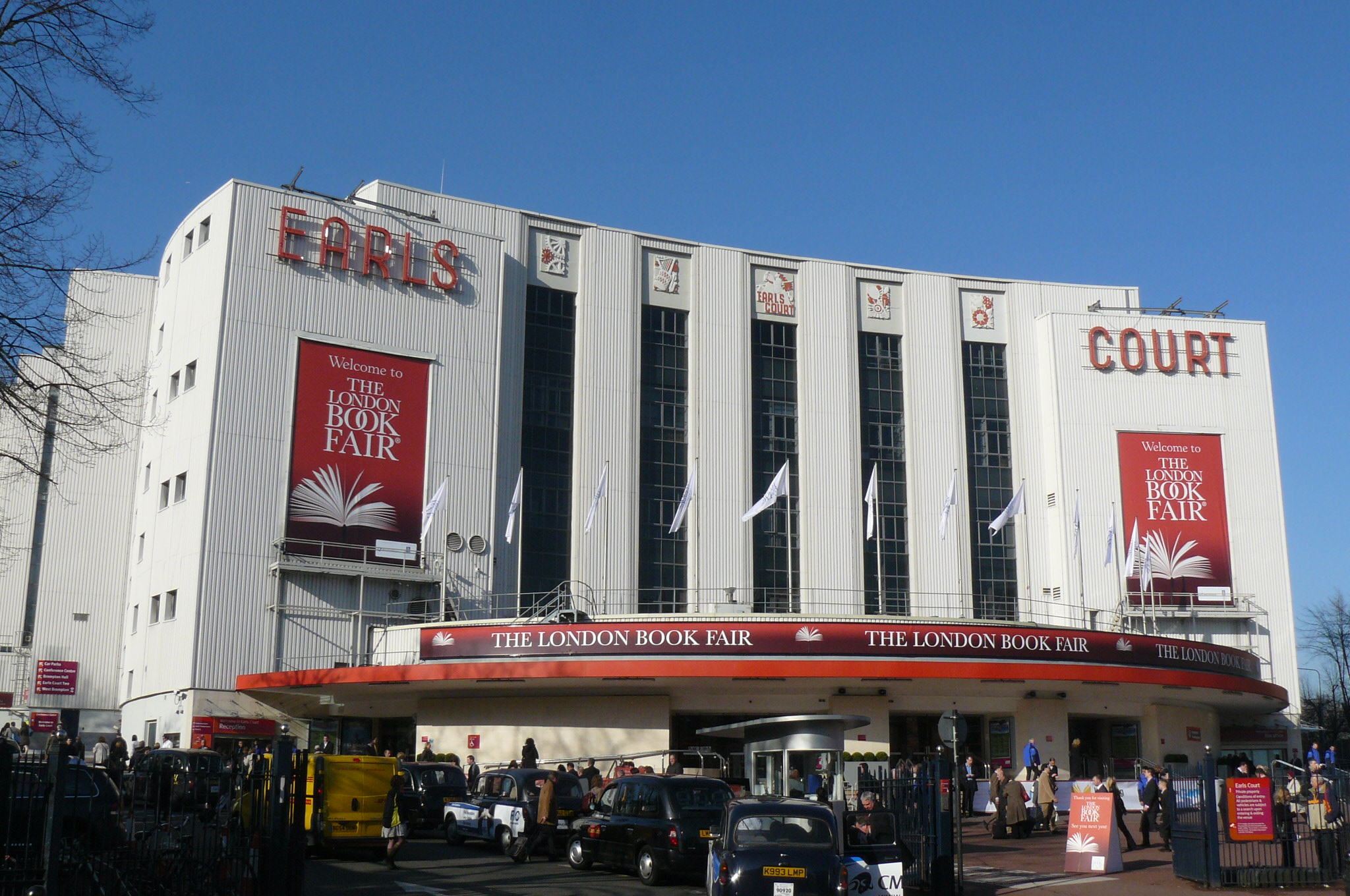
Earls Court Exhibition Centre

W ramach Letnich Igrzysk Olimpijskich 2012 na terenie gminy Kensington and Chelsea odbyły się zawody w następującym miejscu:
- Earls Court Exhibition Centre (siatkówka)

## Edukacja
- Imperial College London (na granicy z Westminster)
- Heythrop College

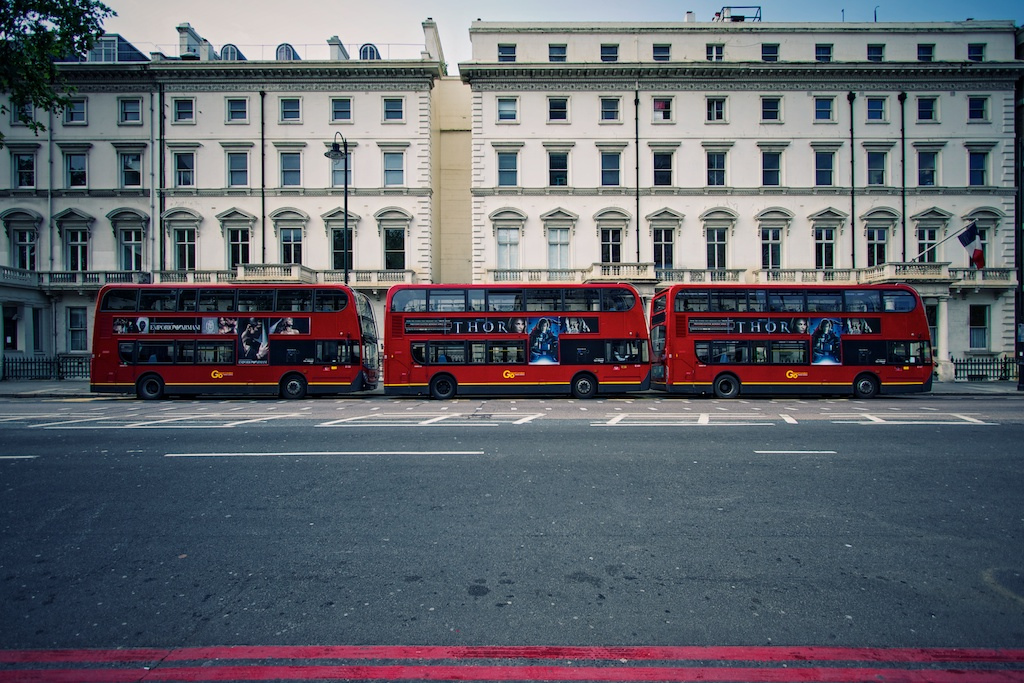
Lycée Français Charles de Gaulle

- Richmond, The American International University in London (jeden z dwóch kampusów znajduje się na Kensington)[27]
- Boston University London Academic Centre[28]
- Royal College of Art[29]
- Kensington and Chelsea College[30]
- London School of Dramatic Art[31]
- English National Ballet School[32]
- Lycee Francais Charles De Gaulle School[33]
- Collingham VI Form College[34]
- Ashbourne College[35]
- St Charles Catholic Sixth Form College[36]

## Znane osoby
W Kensington and Chelsea urodzili się, m.in.: 
- Andrew Lloyd Webber – kompozytor
- Elizabeth Gaskell – pisarka
- lord Randolph Churchill – polityk
- Nigella Lawson – autorka książek kucharskich, dziennikarka
- Carol Reed – reżyser
- Alan Mullery – piłkarz
- Harold Macmillan – polityk
- Howard Carter – archeolog i egiptolog
- Joss Ackland – aktor
- Beatrix Potter – pisarka
- Dakota Blue Richards – aktorka